# Druhá exilová vláda Jana Šrámka
Londýnská druhá exilová vláda Jana Šrámka existovala od 12. listopadu 1942 do 4. dubna 1945. Funkční období vlády skončilo, když se v exilové vládě vůči londýnskému Prozatímnímu státnímu zřízení prosadila KSČ a vyhlásila svůj Košický vládní program.[zdroj⁠?!]

## Seznam členů vlády
- předseda vlády: Jan Šrámek (ČSL)
- náměstek předsedy vlády a ministr zahraničních věcí: Jan Masaryk
- ministr vnitra: Juraj Slávik (RSZML)
- ministr školství a národní osvěty: Juraj Slávik (pověřen řízením, RSZML)
- ministr spravedlnosti: Jaroslav Stránský (ČSNS)
- ministr financí: Ladislav Feierabend (později ČSNS)
- ministr národní obrany:
  - Sergěj Ingr, do 19. září 1944
  - Jan Masaryk, od 19. září 1944 (jako správce)
- ministr sociální péče: Ján Bečko (ČSDSD)
- ministr zdravotnictví a tělesné výchovy: Ján Bečko (ČSDSD), pověřen agendou
- ministr zemědělství a veřejných prací: Ján Lichner (RSZML)
- ministr hospodářské obnovy: František Němec (ČSDSD)
- ministr obchodu, průmyslu a živností:
  - František Němec (ČSDSD), do 3. srpna 1944 pověřen řízením, poté čs. vládní delegát na osvobozeném území ČSR
  - Václav Majer (ČSDSD)
- státní ministr (v ministerstvu zahraničních věcí): Hubert Ripka (ČSNS)
- státní ministr (v ministerstvu národní obrany): Rudolf Viest, do 19. září 1944